# Muhsin al-Barazi
Pour les articles homonymes, voir Barazi.
Muhsin al-Barazi (en arabe : محسن البرازي), né en 1904 à Hama et mort fusillé le 14 août 1949 à Damas, est un avocat et homme politique syrien.

## Biographie
Issu d'une importante famille kurde, il étudie en droit à Paris (1930) et enseigne le droit à l'université de Damas. En 1933, il fait partie des fondateurs de la Ligue d'action nationaliste, un parti nationaliste visant à obtenir le retrait des puissances coloniales européennes de Syrie. 
D'avril à septembre 1941, il est ministre de l'Éducation dans le premier gouvernement de Khalid al-Azm. En 1943, il devient l'assistant personnel du président Choukri al-Kouatli. En 1946, après l'indépendance de la Syrie, il est le plus proche conseiller du président.
En mars 1949, lorsque le gouvernement est renversé par le coup d'État mené par le chef d'état-major Husni al-Zaim, il est le seul proche de al-Quwatli à conserver son poste et devient conseiller personnel de al-Zaim. En juillet, il est nommé premier ministre.
À ce poste, il fait jouer ses relations dans les pays arabes proches pour conforter le régime de al-Zaim. Il mène aussi des négociations secrètes avec Israël dans le but de conclure un traité de paix entre les deux pays.
Il négocie aussi avec le premier ministre libanais Riad El Solh et lui livre Antoun Saadé, fondateur du Parti social nationaliste syrien (PSNS), pour y être exécuté. En échange, le Liban accepte de soutenir le régime d'al-Zaim et de signer un accord économique avec la Syrie.
L'exécution d'Antoun Saadé conduit le colonel Sami al-Hinnawi à renverser al-Zaim le 14 août 1949. Al-Zaim et al-Barazi sont arrêtés et fusillés le jour même. 
La junte affirme que Zaïm et son Premier ministre Muhsen al-Barazi ont été exécutés par une cour martiale à la prison de Mezzeh, The New York Times rapporte pour sa part que si le Premier ministre a été effectivement exécuté après avoir été arrêté et avoir supplié en vain ses geôliers de le maintenir en vie, le président Zaïm est mort dans des combats alors qu'il résistait à son arrestation, alors que The Times affirme que Zaïm et al-Barazi ont été fusillés sans jugement expéditif sur le chemin vers Mazzeh.